# Jelcz 120MD
Jelcz 120MD – autobus miejski o układzie drzwi 2-2-2 produkowany przez firmę Jelcz.
Pod koniec roku 1999 Jelcz zamówił dostawę autobusu 120MD, wyposażony w holenderski silnik DAF. Jego transport tego autobusu odbył się w 2000 roku.
Wyprodukowano 1 szt. tego autobusu.